# Eredivisie 2011/12 (mannenvoetbal)/Transfers winter
Dit is een lijst van transfers uit de Nederlandse Eredivisie in de winter in het seizoen 2011/2012. Hierin staan alleen transfers die clubs uit de Eredivisie.
De transferperiode duurt van 1 januari 2012 tot 1 februari 2012. Deals mogen op elk moment van het jaar gesloten worden, maar de transfers zelf mogen pas in de transferperiodes plaatsvinden. Transfervrije spelers (spelers zonder club) mogen op elk moment van het jaar gestrikt worden.

## ADO Den Haag
| No. |                    | Positie   | Naam           | Vorige Club          |
| --- | ------------------ | --------- | -------------- | -------------------- |
| ?   | Vlag van Polen     | Aanvaller | Ebi Smolarek   | Al Khor              |
| ?   | Vlag van Slowakije | Aanvaller | Milan Lalkovič | Chelsea FC (gehuurd) |

| No. |                    | Positie      | Naam            | Nieuwe Club                 |
| --- | ------------------ | ------------ | --------------- | --------------------------- |
| 17  | Vlag van Nederland | Aanvaller    | Marc Höcher     | Willem II (verhuurd)        |
| 5   | Vlag van Slovenië  | Verdediger   | Mitja Mörec     | n.n.b. (contract ontbonden) |
| 15  | Vlag van Nederland | Middenvelder | Wouter de Vogel | FC Dordrecht (verhuurd)     |
| 11  | Vlag van Nederland | Aanvaller    | Wesley Verhoek  | FC Twente                   |

## AFC Ajax
| No. |  | Positie | Naam | Vorige Club |
| --- |  | ------- | ---- | ----------- |

| No.  |                    | Positie | Naam        | Nieuwe Club |
| ---- | ------------------ | ------- | ----------- | ----------- |
| geen | Vlag van Nederland | ?       | Ouasim Bouy | Juventus FC |

## AZ
| No. |                  | Positie    | Naam              | Vorige Club |
| --- | ---------------- | ---------- | ----------------- | ----------- |
| 31  | Vlag van Finland | Doelman    | Niki Mäenpää      | Willem II   |
| 2   | Vlag van Zweden  | Verdediger | Mattias Johansson | Kalmar FF   |

| No. |                    | Positie      | Naam             | Nieuwe Club      |
| --- | ------------------ | ------------ | ---------------- | ---------------- |
| 1   | Vlag van Australië | Doelman      | Joey Didulica    | Gestopt          |
| 30  | Vlag van Australië | Middenvelder | James Holland    | Austria Wien     |
| 41  | Vlag van Nederland | Verdediger   | Toine van Huizen | Sparta Rotterdam |
| 16  | Vlag van Zweden    | Middenvelder | Pontus Wernbloom | CSKA Moskou      |

## Excelsior
| No. |                    | Positie    | Naam             | Vorige Club         |
| --- | ------------------ | ---------- | ---------------- | ------------------- |
| ?   | Vlag van Nederland | Aanvaller  | Rangelo Janga    | Willem II (gehuurd) |
| ?   | Vlag van Nederland | Aanvaller  | Moussa Kalisse   | FCM Targu Mures     |
| ?   | Vlag van Nederland | Verdediger | Bart Schenkeveld | Feyenoord (gehuurd) |
| ?   | Vlag van Nederland | Aanvaller  | Elvis Manu       | Feyenoord (gehuurd) |

| No. |                 | Positie    | Naam          | Nieuwe Club                  |
| --- | --------------- | ---------- | ------------- | ---------------------------- |
| ?   | Vlag van België | Verdediger | Rheda Djellal | RSC Anderlecht (was gehuurd) |

## Feyenoord
| No. |  | Positie | Naam | Vorige Club |
| --- |  | ------- | ---- | ----------- |

| No. |                    | Positie      | Naam             | Nieuwe Club             |
| --- | ------------------ | ------------ | ---------------- | ----------------------- |
| 24  | Vlag van Nederland | Verdediger   | Bart Schenkeveld | Excelsior (verhuurd)    |
| ?   | Vlag van Nederland | Aanvaller    | Diego Biseswar   | Kayserispor             |
| ?   | Vlag van Nederland | Middenvelder | Shabir Isoufi    | FC Dordrecht (verhuurd) |

## De Graafschap
| No. |                    | Positie      | Naam                  | Vorige Club              |
| --- | ------------------ | ------------ | --------------------- | ------------------------ |
| 28  | Vlag van Nederland | Middenvelder | Anco Jansen           | SC Veendam               |
| ?   | Vlag van België    | Aanvaller    | Ziguy Badibanga       | RSC Anderlecht (gehuurd) |
| 33  | Vlag van België    | Middenvelder | Jordan Garcia-Calvete | RSC Anderlecht (gehuurd) |
| ?   | Vlag van Israël    | Verdediger   | Gil Vermouth          | 1. FC Kaiserslautern     |

| No. |                    | Positie      | Naam            | Nieuwe Club                |
| --- | ------------------ | ------------ | --------------- | -------------------------- |
| 18  | Vlag van Nederland | Middenvelder | Sjoerd Overgoor | Go Ahead Eagles (verhuurd) |

## FC Groningen
| No. |  | Positie | Naam | Vorige Club |
| --- |  | ------- | ---- | ----------- |

| No. |                    | Positie      | Naam         | Nieuwe Club          |
| --- | ------------------ | ------------ | ------------ | -------------------- |
| ?   | Vlag van Nederland | Doelman      | Agil Etemadi | Tractor Sazi FC      |
| 6   | Vlag van Nederland | Middenvelder | Danny Holla  | VVV-Venlo (verhuurd) |

## sc Heerenveen
| No. |  | Positie | Naam | Vorige Club |
| --- |  | ------- | ---- | ----------- |

| No. |                    | Positie    | Naam                | Nieuwe Club                |
| --- | ------------------ | ---------- | ------------------- | -------------------------- |
| ?   | Vlag van Nederland | Doelman    | René Oosterhof      | AGOVV Apeldoorn (verhuurd) |
| 5   | Vlag van Nederland | Verdediger | Youssef El Akchaoui | NAC Breda (verhuurd)       |

## Heracles Almelo
| No. |                    | Positie      | Naam           | Vorige Club      |
| --- | ------------------ | ------------ | -------------- | ---------------- |
| 29  | Vlag van Australië | Verdediger   | Jason Davidson | Sporting Covilhã |
| ?   | Vlag van Nederland | Middenvelder | Joey Belterman | FC Twente        |
| 39  | Vlag van Nederland | Aanvaller    | Ninos Gouriye  | FC Twente        |

| No. |                    | Positie    | Naam            | Nieuwe Club |
| --- | ------------------ | ---------- | --------------- | ----------- |
| 3   | Vlag van België    | Verdediger | Birger Maertens | n.n.b.      |
| 12  | Vlag van Nederland | Aanvaller  | Glynor Plet     | FC Twente   |

## NAC Breda
| No. |                    | Positie      | Naam                | Vorige Club             |
| --- | ------------------ | ------------ | ------------------- | ----------------------- |
| ?   | Vlag van Nederland | Middenvelder | Stefano Seedorf     | n.v.t.                  |
| ?   | Vlag van Nederland | Verdediger   | Youssef El Akchaoui | SC Heerenveen (gehuurd) |
| ?   | Vlag van Nederland | Middenvelder | Jeffrey Sarpong     | Real Sociedad (gehuurd) |

| No. |                    | Positie      | Naam        | Nieuwe Club |
| --- | ------------------ | ------------ | ----------- | ----------- |
| 24  | Vlag van Nederland | Middenvelder | Pim Bouwman | Inter Turku |

## N.E.C.
| No. |  | Positie | Naam | Vorige Club |
| --- |  | ------- | ---- | ----------- |

| No. |                    | Positie | Naam         | Nieuwe Club |
| --- | ------------------ | ------- | ------------ | ----------- |
| ?   | Vlag van Hongarije | Aanval  | Marton Eppel | n.n.b.      |

## PSV
| No. |  | Positie | Naam | Vorige Club |
| --- |  | ------- | ---- | ----------- |

| No. |                  | Positie      | Naam          | Nieuwe Club |
| --- | ---------------- | ------------ | ------------- | ----------- |
| ?   | Vlag van Nigeria | Middenvelder | Rabiu Ibrahim | n.n.b.      |

## RKC Waalwijk
| No. |                    | Positie   | Naam             | Vorige Club |
| --- | ------------------ | --------- | ---------------- | ----------- |
| ?   | Vlag van Hongarije | Aanvaller | Krisztián Németh | n.v.t.      |

| No. |                    | Positie | Naam           | Nieuwe Club                |
| --- | ------------------ | ------- | -------------- | -------------------------- |
| ?   | Vlag van Nederland | Aanval  | Karim Fachtali | Go Ahead Eagles (verhuurd) |

## Roda JC Kerkrade
Vertrokken:
| No. |                          | Positie   | Naam               | Nieuwe Club       |
| --- | ------------------------ | --------- | ------------------ | ----------------- |
| ?   | Vlag van Noord-Macedonië | Aanvaller | Aleksandar Stankov | FC Oss (verhuurd) |

## FC Twente
| No. |                    | Positie   | Naam             | Vorige Club      |
| --- | ------------------ | --------- | ---------------- | ---------------- |
| 26  | Vlag van Nederland | Aanvaller | Joshua John      | Sparta Rotterdam |
| 25  | Vlag van Portugal  | Doelman   | Daniel Fernandes | CFR Cluj         |
| 12  | Vlag van Nederland | Aanvaller | Wesley Verhoek   | ADO Den Haag     |
| ?   | Vlag van Nederland | Aanvaller | Glynor Plet      | Heracles Almelo  |

| No. |                     | Positie      | Naam            | Nieuwe Club          |
| --- | ------------------- | ------------ | --------------- | -------------------- |
| 12  | Vlag van Nederland  | Aanvaller    | Steven Berghuis | VVV-Venlo (verhuurd) |
| 27  | Vlag van Kroatië    | Middenvelder | Dario Vujičević | n.n.b.               |
| 21  | Vlag van Oostenrijk | Aanvaller    | Marc Janko      | FC Porto             |
| 39  | Vlag van Nederland  | Aanvaller    | Ninos Gouriye   | Heracles Almelo      |
| ?   | Vlag van Nederland  | Middenvelder | Joey Belterman  | Heracles Almelo      |

## FC Utrecht
| No. |                    | Positie   | Naam               | Vorige Club |
| --- | ------------------ | --------- | ------------------ | ----------- |
| ?   | Vlag van Nederland | Aanvaller | Cedric van der Gun | n.v.t.      |

| No. |                    | Positie      | Naam             | Nieuwe Club               |
| --- | ------------------ | ------------ | ---------------- | ------------------------- |
| ?   | Vlag van Canada    | Middenvelder | Jacob Lensky     | n.n.b.                    |
| 27  | Vlag van Nederland | Middenvelder | Gianluca Nijholt | Almere City FC (verhuurd) |
| ?   | Vlag van Nederland | Verdediger   | Ismo Vorstermans | VVV-Venlo (verhuurd)      |

## Vitesse
| No. |                                | Positie    | Naam                | Vorige Club          |
| --- | ------------------------------ | ---------- | ------------------- | -------------------- |
| 15  | Vlag van Nederland             | Verdediger | Patrick van Aanholt | Chelsea FC (gehuurd) |
| ?   | Vlag van Bosnië en Herzegovina | Aanvaller  | Irfan Hadžić        | SV Zulte Waregem     |
| 14  | Vlag van Japan                 | Aanvaller  | Mike Havenaar       | Ventforet Kofu       |
| 29  | Vlag van Nederland             | Aanvaller  | Mart Lieder         | VPV Purmersteijn     |
| 13  | Vlag van Brazilië              | Aanvaller  | Jonathan Reis       | n.v.t.               |

| No. |                    | Positie      | Naam                  | Nieuwe Club                |
| --- | ------------------ | ------------ | --------------------- | -------------------------- |
| 33  | Vlag van Nederland | Middenvelder | Hayri Pinarci         | AGOVV Apeldoorn (verhuurd) |
| 17  | Vlag van Nederland | Aanvaller    | Genaro Snijders       | Willem II (verhuurd)       |
| 36  | Vlag van Nederland | Aanvaller    | Adnane Tighadouini    | FC Volendam (verhuurd)     |
| 43  | Vlag van Nederland | Verdediger   | Michalis Vakalopoulos | SC Veendam                 |

## VVV-Venlo
| No. |                    | Positie      | Naam                 | Vorige Club            |
| --- | ------------------ | ------------ | -------------------- | ---------------------- |
| ?   | Vlag van Nederland | Verdediger   | Jeffrey Leiwakabessy | Anorthosis Famagusta   |
| ?   | Vlag van Nederland | Verdediger   | Ismo Vorstermans     | FC Utrecht (gehuurd)   |
| 6   | Vlag van Nederland | Middenvelder | Danny Holla          | FC Groningen (gehuurd) |
| 7   | Vlag van Nederland | Aanvaller    | Steven Berghuis      | FC Twente (gehuurd)    |

| No. |                  | Positie   | Naam       | Nieuwe Club |
| --- | ---------------- | --------- | ---------- | ----------- |
| ?   | Vlag van Nigeria | Aanvaller | Ahmed Musa | CSKA Moskou |

2007/08 (zomer · winter) · 
2008/09 (zomer · winter) · 
2009/10 (zomer · winter) · 
2010/11 (zomer · winter) · 
2011/12 (zomer · winter) · 
2012/13 (zomer · winter) · 
2013/14 (zomer · winter) · 
2014/15 (zomer · winter) · 
2015/16 (zomer · winter) · 
2016/17 (zomer · winter) ·
2017/18 (zomer · winter) ·
2018/19 (zomer · winter) ·
2019/20 (zomer · winter) ·
2020/21 (zomer · winter) ·
2021/22 (zomer · winter) ·
2022/23 (zomer · winter) ·
2023/24 (zomer · winter) ·
2024/25 (zomer · winter) ·